# Unión de Centro Centro
La Unión de Centro Centro (UCC) —llamada Unión de Centro Centro Progresista (UCCP) entre 1994 y 1998— fue un partido político chileno de centro a centroderecha creado en 1990 por el excandidato a la presidencia para la elección de 1989, Francisco Javier Errázuriz. Durante su existencia, se caracterizó por declararse centrista, aunque se alineó con las posturas de la derecha.
La UCC recogió adherentes en la disidencia de los partidos de derecha, especialmente en Renovación Nacional (RN), elementos nacionalistas y otros sectores. En 1993 apoyó la candidatura presidencial independiente de Arturo Alessandri Besa y en 1999 respaldó la candidatura independiente a la presidencia de Arturo Frei Bolívar.
En 1994, al obtener menos del 5% legal, decidió unirse con el extinto Partido Nacional (PN) conformando la Unión de Centro-Centro Progresista (UCCP), la cual finalmente se extinguió en 2001 al no presentar candidatos para los comicios parlamentarios de ese año.

## Historia

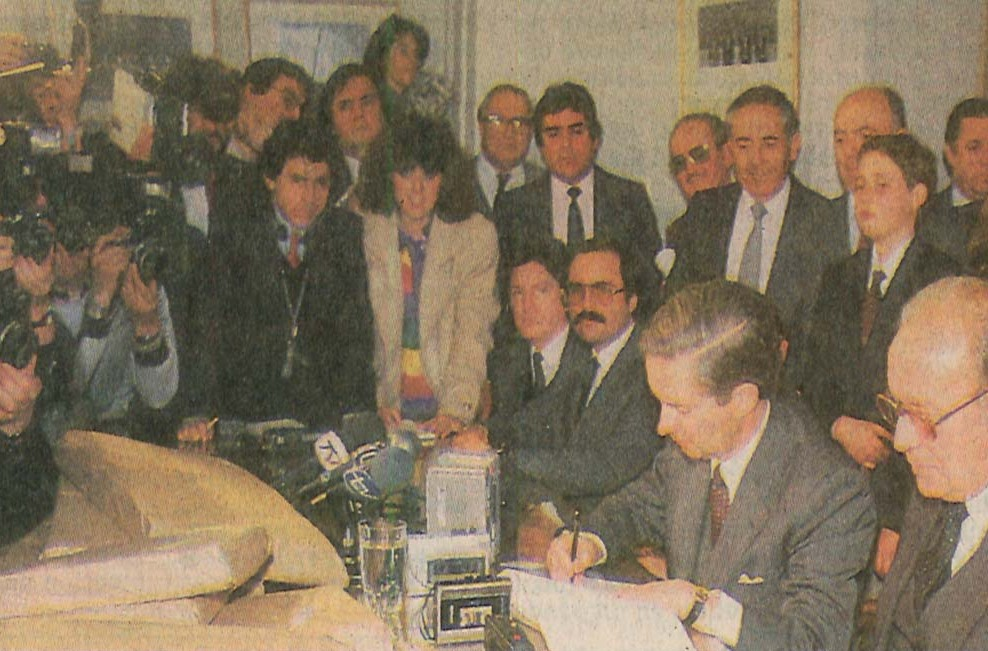
Francisco Javier Errázuriz inscribiendo su candidatura.

### Fundación y alianza con la derecha
El partido nació el 19 de junio de 1990 como la Unión de Centro Centro (UCC), siendo inscrito oficialmente ante el Servicio Electoral de Chile el 26 de febrero de 1991. Aunque su base fundacional estaba compuesta principalmente por independientes, entre sus filas también se contaban varios militantes de movimientos políticos como la Democracia Nacional de Centro, Partido Socialista Chileno y el Partido Socialdemócrata.[cita requerida]

La UCC guarda cierta similitud con los movimientos de corte populista que han llevado a la presidencia a Fujimori, en Perú, y a Collor de Meló (sic), en Brasil. Agrupa a personas descontentas de los partidos políticos tradicionales, especialmente de la derecha, y a sectores poblacionales, de pequeños comerciantes y agricultores.
José Díaz Nieva y Carlos Maturana Toledo, Las elecciones municipales de 1992 en Chile.

En 1993, se unió a la lista de Unión por el Progreso de Chile, logrando elegir senador a Francisco Javier Errázuriz Talavera, y diputados a Valentín Solís y Alejandro García-Huidobro; sin embargo, en marzo de 1995, dejó el pacto debido a conflictos con Renovación Nacional.

### Unión de Centro Centro Progresista
El 18 de mayo de 1994 se fusionó con el Partido Nacional para formar la Unión de Centro Centro Progresista (UCCP).
En 1997, la UCCP decidió lanzar su propia lista, por algunos problemas con sus exaliados (Renovación Nacional y la Unión Demócrata Independiente) al definir las candidaturas a diputado y en especial a senador. La lista que lanzó se llamó Chile 2000 y logró elegir dos diputados en la Región de O'Higgins (Alejandro García-Huidobro y María Victoria Ovalle, cónyuge del senador Errázuriz).

### Quiebre en el partido y disolución
El 19 de junio de 1998 se fusionó con la Unión de Centro Liberal (partido inscrito el 27 de marzo de 1995), volviendo a su nombre original, Unión de Centro Centro (UCC).
En 1999, la UCC formó junto a grupos independientes la coalición Alianza Popular que apoyó la candidatura presidencial de Arturo Frei Bolívar en las elecciones de ese año, quien obtuvo un 0,38 %. Para la segunda vuelta, la directiva del partido, encabezada por Alejandro García-Huidobro, acordó adherir a la candidatura de Joaquín Lavín. Esto generó un conflicto con Errázuriz, líder natural de la UCC, quien pretendía dejar en libertad de acción a los militantes, además con una facción del partido que apoyaba a Ricardo Lagos en el balotaje. Los «errazuristas» establecieron una mesa provisoria dirigida por el propio Errázuriz, que no fue reconocida por el sector de García-Huidobro, dividiendo a la colectividad. Finalmente, estos últimos se retiraron de la UCC —uniéndose a la Unión Demócrata Independiente— y apoyaron al abanderado de la Alianza por Chile.
En las elecciones municipales de 2000 solo logró elegir dos alcaldes y algunos concejales. En abril de 2001 no inscribió candidatos al parlamento -debido a un error en la transcripción de la declaración jurada exigida en el proceso de inscripción- y llamó a votar nulo, argumentando la situación económica y social que vivía el país.
El 3 de mayo de 2002, el Servicio Electoral canceló la inscripción de la UCC, al no lograr fusionarse con el Partido Liberal (PL), agrupación con la que había negociado dicha situación desde febrero del mismo año; después de disuelto el partido UCC, parte de sus militantes apoyaron a la Unión Demócrata Independiente (UDI), Renovación Nacional (RN) y el Partido Demócrata Cristiano (PDC).

## Autoridades

### Senadores
Período 1994-2002
| Nombre                              | Región           | Circunscripción   | Período   |
| ----------------------------------- | ---------------- | ----------------- | --------- |
| Francisco Javier Errázuriz Talavera | Región del Maule | Circunscripción X | 1994-2002 |

### Diputados
Período 1994-1998
| Nombre                    | Región              | Distrito       | Período   |
| ------------------------- | ------------------- | -------------- | --------- |
| Alejandro García-Huidobro | Región de O'Higgins | Distrito N° 32 | 1994-1998 |

Valentín Solís fue elegido diputado por el Distrito N° 59 representando a la UCC en las elecciones parlamentarias de 1993, sin embargo renunció al partido el 20 de diciembre de ese mismo año, asumiendo el cargo el 11 de marzo de 1994 como independiente.
Período 1998-2002
| Nombre                    | Región              | Distrito       | Período   |
| ------------------------- | ------------------- | -------------- | --------- |
| Alejandro García-Huidobro | Región de O'Higgins | Distrito N° 32 | 1998-2000 |
| María Victoria Ovalle     | Región de O'Higgins | Distrito N° 35 | 1998-2002 |

## Presidentes
| Presidente                          | Período                                     |
| ----------------------------------- | ------------------------------------------- |
| Jorge Gómez Balmaceda               | 19 de junio de 1990-6 de marzo de 1992      |
| Jorge Concha Goycolea               | 6 de marzo de 1992-28 de enero de 1993      |
| Carlos del Campo Correa             | 28 de enero de 1993-31 de mayo de 1994      |
| Francisco Javier Errázuriz Talavera | 31 de mayo de 1994-18 de enero de 1995      |
| Ángela Vivanco Martínez             | 18 de enero de 1995-7 de junio de 1996      |
| Alejandro García-Huidobro           | 7 de junio de 1996-24 de enero de 2000      |
| Carlos del Campo Correa             | 24 de enero de 2000-25 de noviembre de 2000 |
| Hugo Fernández Ledesma              | 26 de noviembre de 2000-3 de mayo de 2002   |

## Resultados electorales

### Parlamentarias
|  | 3,21 % |

|  | 2,48 % |

|  | 1,19 % |

|  | 0,43 % |

### Municipales
|  | 8,10 % |

|  | 0,18 % |

|  | 0,16 % |

## Eslóganes de campaña
| Tipo de elección    | Eslogan                     |
| ------------------- | --------------------------- |
| Municipales 1992    | El centro une a las comunas |
| Parlamentarias 1993 | ¡Apoye a la UCC!            |
| Municipales 1996    |                             |
| Parlamentarias 1997 |                             |
| Municipales 2000    |                             |